# Unternberg (Gemeinde St. Corona)
Unternberg ist eine Rotte in der Gemeinde St. Corona am Wechsel im Bezirk Neunkirchen in Niederösterreich.

## Geografie
Der Ort befindet sich südöstlich von St. Corona am Wechsel an der Landesstraße L137, die nach Aspang-Markt führt. Bekanntheit erlangte Unternberg durch das Familienskiland St. Corona, ein kleines Skigebiet zwischen St. Corona und Unternberg, das besonders für Kinder geeignet ist.

## Geschichte
Laut Adressbuch von Österreich waren im Jahr 1938 in Unternberg ein Fuhrwerker, ein Gastwirt, ein Holzhändler mit Sägewerk und einige Landwirte ansässig.

## Sehenswürdigkeiten
Erwähnenswert ist das Schloss Unternberg, das von Baron Leopold Popper-Podhragy von 1924 bis 1926 im Stil eines Tiroler Ansitzes errichtet wurde und die Ortskapelle Maria Heil der Kranken.

## Persönlichkeiten
- Leopold Popper-Podhragy (1886–1986), Bankier und Industrieller
- Maria Jeritza (1887–1982), tschechische Opernsängerin